# Eupsilia brunnea
Eupsilia brunnea là một loài bướm đêm trong họ Noctuidae.